# Basededatos.com
Base de datos es una enciclopedia en línea colaborativa escrita en español que fue lanzada el 8 de diciembre de 2002. En la actualidad cuenta con más de 14.500 artículos sobre todo tipo de temas de interés general.

## Wiki software
Esta web ha desarrollado su propio software wiki denominado AngelCode con el cual los usuarios pueden editar los artículos sin tener que registrarse. No obstante, los usuarios registrados pueden utilizar funciones cuyo uso está limitado por a la experiencia del usuario para evitar vandalismo y problemas con derechos de autor. Por ejemplo solo los usuarios que han escrito un número de artículos pueden subir imágenes y fotografías.
Una diferencia frente a otras wikis es que el historial de ediciones está limitado a la última edición revisada. Una vez que un editor de Base de datos.com aprueba una edición el historial anterior no puede ser visualizado, ni se puede retroceder a un punto anterior.